# Pursat
Pursat é a capital da provícia de Pursat no Camboja. Sua população em 2006 era de 57000 habitantes.